# Grisaille

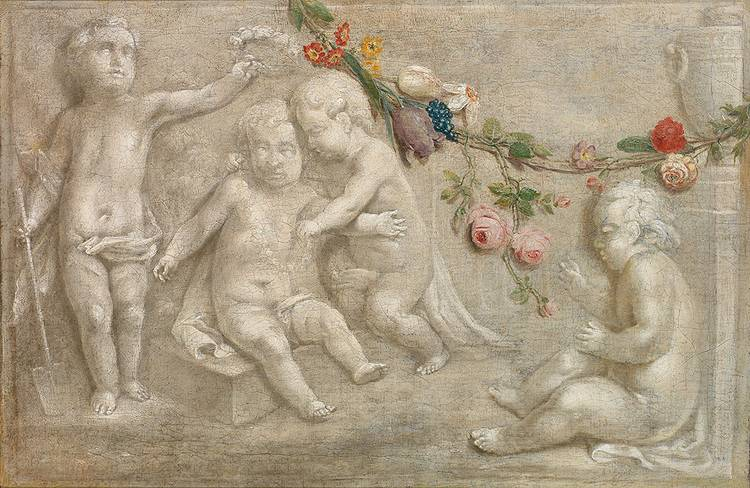
Decorazione a grisaille del XIX secolo

Il grisaille (grisaglia in italiano) o monocromo indica varie tecniche nella pittura. La parola è un prestito dal francese grisaille, che a sua volta proviene da gris ("grigio"), inteso come metodo per rendere le sfumature di grigio. In generale indica una decorazione o una pittura fatta a monocromo.

## Nelle vetrate
Nelle vetrate è una particolare pittura che si esegue sul lato interno, per aggiungere alcuni effetti pittorici, altrimenti impossibili a causa dell'uniformità cromatica dei vetri.
Questa tecnica prevede l'uso di un amalgama ottenuto da polvere di vetro pestato unito ad alcuni minerali quali ossido di ferro o rame, mescolati con un liquido (inizialmente vino); in base al minerale usato la grisaille assumeva una diversa tonalità verde, bruna o nera.
Con questa tecnica vengono dipinti i chiaroscuri sulle figure, disegnati i tratti dei volti, le pieghe delle vesti e altri particolari. Si usa anche del piombo nelle zone di attaccatura, per attenuare i contrasti fra il colore del metallo e quello del vetro.
Dopo aver steso la grisaille, il pittore procede con graffi ed asportazioni per regolarne l'effetto e fissa in seguito la pittura sottoponendo le tessere ad un'ulteriore cottura, per ottenere la vetrificazione della polvere di vetro.